# 프리마퀸
프리마퀸(Primaquine)은 말라리아 치료 및 예방과 폐렴구균 폐렴 치료에 사용되는 의약품이다. 특히 말라리아원충 비박스와 말라리아원충 오발레로 인한 말라리아에 다른 의약품과 함께 사용하며, 다른 방법이 없을 경우 예방을 위해 사용된다. 클린다마이신과 함께 폐렴구균 폐렴의 대체 치료제이다. 경구 복용한다.
일반적인 부작용으로는 구역질, 구토 및 복통이 있다. 포도당 6-인산 탈수소효소 결핍증이 있는 사람에게는 적혈구 파괴의 위험이 있어 프리마퀸을 투여해서는 안 된다. 프리마퀸은 종종 임신 중에는 사용하지 않도록 권장된다. 아기가 G6PD 결핍증이 없는 것으로 확인된 경우 모유 수유 중에도 사용할 수 있다. 작용 기전은 완전히 명확하지 않지만 말라리아 기생충의 DNA에 영향을 미치는 것으로 생각된다.
프리마퀸은 1946년에 처음 만들어졌다. WHO 필수 의약품 목록에 포함되어 있다. 복제약으로 구입 가능하다.

## 의학적 용도

### 말라리아
프리마퀸은 주로 말라리아원충 비박스와 말라리아원충 오발레로 인한 말라리아의 재발을 예방하는 데 사용된다.  혈액에서 기생충이 제거된 후 기생충의 휴면 간 형태인 휴면포자를 제거한다. P. 비박스 또는 P. 오발레 감염이 확인된 환자에게 프리마퀸을 투여하지 않으면 몇 주 또는 몇 달(때로는 몇 년) 동안 재발 가능성이 매우 높다. 그러나 프리마퀸(그리고 아마도 더 새로운 관련 약물인 타페노퀸)이 휴면포자뿐만 아니라 골수 내 메로조이트와 같은 순환하지 않는 메로조이트의 일부를 죽여 재발(휴면포자에 의한 재발뿐만 아니라) 수를 줄일 수 있다는 가설이 제기되었다. 이와 관련하여 곧 명확해질 것으로 예상된다. P. 비박스를 혈액에서 제거하는 데 매우 효과적인 퀴닌 또는 클로로퀸과 프리마퀸을 함께 사용하면 결과가 향상된다. 이들은 또한 프리마퀸의 작용을 강화하는 것으로 보인다.
2016년 현재, 미국 미국 질병통제예방센터는 P. 비박스 발생률이 높은 지역으로 여행하기 전의 1차 예방과 여행 후의 최종 예방(재발 방지 치료)을 위해 프리마퀸 사용을 권장한다.
프리마퀸 단일 용량은 혈액에서 P. 팔시파룸과 P. 비박스의 생식자(단계 V)를 죽이는 빠르고 강력한 능력이 있다. 또한 혈액에서 P. 비박스의 무성 영양제를 죽이지만, P. 팔시파룸은 죽이지 않는다. 생식자에 대한 작용 때문에 세계보건기구(WHO)는 P. 팔시파룸 감염 통제를 위한 전염 감소에 사용할 것을 권장한다.

### 폐렴구균 폐렴
프리마퀸은 폐렴구균 폐렴(PCP) 치료에도 사용된다. PCP는 후천면역결핍증 환자에게 흔하게 발생하고, 더 드물게는 면역억제제를 복용하는 사람에게서 발생하는 곰팡이 감염이다. PCP를 효과적으로 치료하기 위해 일반적으로 클린다마이신과 병용된다.

### 특정 집단
프리마퀸은 65세 이상의 사람들을 대상으로 광범위하게 연구되지 않았으므로 이 집단에 대한 용량 조절이 필요한지 알려져 있지 않다.
포도당 6-인산 탈수소효소 결핍증 환자에게는 심각한 반응이 발생하여 용혈성 빈혈을 초래할 수 있으므로 프리마퀸을 투여해서는 안 된다. 그러나 세계보건기구(WHO)는 P. 팔시파룸 말라리아의 전염을 예방하기 위해 G6PD 결핍증이 있는 개인에게도 프리마퀸 단일 용량(0.25 mg/kg)을 안전하게 투여할 수 있다고 권장했다.
프리마퀸은 태아의 포도당 6-인산 탈수소효소 상태를 알 수 없으므로 임신 중에는 금기이다.
프리마퀸 과다 복용은 다양한 혈구 수치를 위험하게 감소시킬 수 있으므로 무과립구증 위험이 있는 사람, 즉 류마티스 관절염 및 루푸스 홍반과 같은 질환이 있는 사람과 혈구 수를 감소시키는 약물을 동시에 복용하는 사람은 피해야 한다.
G6PD 결핍증이 있는 개인과 빈혈 병력이 있는 개인은 용혈 반응(중등도에서 중증)이 발생할 수 있다. G6PD 결핍증의 유병률이 높은 지역은 아프리카, 남부 유럽, 지중해 지역, 중동, 동남아시아 및 오세아니아이다. 이러한 지역 사람들은 프리마퀸 및 관련 약물을 복용하는 동안 용혈성 빈혈(선천성 적혈구 G6PD 결핍으로 인한)에 걸릴 가능성이 더 높다.

## 부작용
프리마퀸 투여의 일반적인 부작용으로는 구역질, 구토 및 복통이 있다.
시토크롬 b5 환원효소 결핍증이 있는 사람에게서 프리마퀸은 메트헤모글로빈혈증을 유발하는데, 이는 혈액이 정상보다 적은 산소를 운반하는 상태이다.
과다 복용은 적혈구 손실, 메트헤모글로빈혈증 및 백혈구 손실을 포함하여 다양한 종류의 혈구 수와 기능을 감소시킬 수 있다.
포도당 6-인산 탈수소효소 결핍증 (G6PD)이 있는 사람은 프리마퀸으로 인해 용혈성 빈혈이 발생할 수 있다.

## 약리학

### 작용 기전
프리마퀸은 간 단계에서 P. 비박스와 P. 오발레에 치명적이며, 세포에 산화 손상을 가하는 능력을 통해 혈액 단계에서도 P. 비박스에 치명적이다. 그러나 정확한 작용 기전은 완전히 이해되지 않았다. 간 휴면포자 외에, 프리마퀸은 골수 내 수소 이온 축적의 결과로 골수 내 P. 비박스 메로조이트를 제거할 수도 있다.

### 약물 동태학
프리마퀸은 장에서 잘 흡수되고 적혈구에 축적되지 않고 체내에 광범위하게 분포된다. 음식이나 자몽 주스와 함께 프리마퀸을 투여하면 경구 생물학적 가용능이 증가한다. 혈액 내에서는 순환하는 프리마퀸의 약 20%가 급성기 단백질인 오로소뮤코이드에 우선적으로 결합하여 단백질에 결합된다. 약 6시간의 생물학적 반감기를 가지며, 간 효소에 의해 빠르게 카르복시프리마퀸으로 대사되는데, 이는 항말라리아 활성이 없다. 원래 약물의 신장 배설은 4% 미만이다.

## 화학
프리마퀸은 8-아미노퀴놀린 계열의 첫 번째 약물인 파마퀸의 아날로그이며, 타페노퀸은 또 다른 이러한 약물이다.

## 역사
프리마퀸은 1940년대에 컬럼비아 대학교의 로버트 엘더필드가 제2차 세계 대전 중 태평양 전선에서 싸우는 병사들을 보호하고 치료하기 위한 항말라리아 약물 개발을 위한 과학 연구 개발국이 주도한 협력 노력의 일환으로 처음 만들었다.

## 사회와 문화
WHO 필수 의약품 목록에 포함되어 있다.

## 이름
복제약으로 전 세계적으로 Jasoprim, Malirid, Neo-Quipenyl, Pimaquin, Pmq, Primachina, Primacin, Primaquina, Primaquine, Primaquine diphosphate, Primaquine Phosphate, Remaquin 등 다양한 브랜드 이름으로 판매된다.
- SN-13272[22][24]

## 연구
프리마퀸은 샤가스병의 동물 모델에서 연구되었으며 표준 치료제인 니푸르티목스보다 약 4배 더 효과적이었다.
2022년 임상시험에서 고용량 프리마퀸이 P. 비박스 말라리아의 재발을 예방하는 데 효과적임을 입증했다.